# 新孢子虫属
新孢子虫属（学名：Neospora）为肉孢子虫科的一个属。本属惟一种犬新孢子虫是一种严格的胞内寄生性原虫，会引起新孢子虫病(Neosporiasis)，临床症状以孕畜流产、死胎及新生胎儿运动神经系统障碍为主。

## 下属物种
本属包括以下物种：
- 犬新孢子虫 Neospora caninum Dubey et al., 1988[1]